# Harpecirkulære
Harpecirkulære er tilnavnet for en bestemmelse fra Nationalmuseet i 1956. Ifølge bestemmelsen skal al jord, der bortgraves fra kirker skal undersøges ved hjælp af "harpning", dvs. føres gennem en stor sigte, en såkaldt harpe (eller sold). Dette sikrer, at genstande i jorden som fx mønter bliver fundet.
| Naturvidenskab | Spire Denne naturvidenskabsartikel er en spire som bør udbygges. Du er velkommen til at hjælpe Wikipedia ved at udvide den. |